# Cabo Vakop
El cabo Vakop (en inglés: Cape Vakop) es un cabo entre la bahía Jorge y la bahía Luisa en la costa nordeste de la isla San Pedro. Fue trazada por la Segunda Expedición Antártica Alemana, entre 1911 y 1912, con Wilhelm Filchner. 
El nombre aparece en un gráfico basado en las encuestas de Georgias del Sur entre 1926/30 por el personal de Investigaciones Discovery, pero pudo haber sido una denominación anterior.
El islote septentrional de este cabo es uno de los puntos que determinan las líneas de base de la República Argentina, a partir de las cuales se miden los espacios marítimos que rodean al archipiélago.